# دحنانة عملاقة
الطربوت العملاق أو دحنانة عملاقة أو الطربوت أو سمك الترس هو نوع من الأسماك يتبع جنس الدحنانة من الفصيلة الدحنانيات.
سمك الطربوت نوع من الأسماك المفلطحة الكبيرة التي تعيش على امتداد الساحل الأطلسي لأوروبا وفي البحر المتوسط. وتبدو هذه الأسماك من الجنب وكأنها مستديرة كالطبق. ومن النادر أن يزيد طولها عن 60سم، وتزن في العادة ما بين 8 و14كجم، إلا أن بعض الصيادين يصطادون أحياناً أسماكاً يزيد وزنها على 75كجم.
وسمكة الطربوت مفلطحة وعريضة ولها زعنفة على جانبيها الأعلى والأسفل، كما توجد بها عقد صلبة مستديرة تغطي جانبها الأعلى البني اللون، وكلتا العينين في الجانب الأيسر. وتضع سمكة الطربوت نحو عشرة ملايين بيضة تطفو على سطح البحر، في حين أن السمكة التي تفقس البيض تنزل إلى القاع حيث تعيش هناك.
ولسمك الطربوت قيمة تجارية؛ فهو من الأسماك المفضَّلة لدى بعض النّاس. والطربوت الأمريكي المرقط والطربوت القرني الرأس أيضاً أسماك مفلطحة لكنها تنتمي إلى فصيلة مختلفة.